# Isabel FitzGerald, Condessa de Lincoln
Isabel Fitzgerald, conhecida como a Bela Geraldina (Maynooth, 1527 ou 1528 – Surrey ou Lincolnshire, março de 1589 ou 1590) foi uma nobre e cortesã irlandesa. Ela foi primeiro casada com Sir Antônio Browne, Mestre dos Cavalos do rei Henrique VIII de Inglaterra, e depois de sua morte, se casou com Eduardo Clinton, 1.° Conde de Lincoln. Ela foi dama de companhia da rainha Isabel I de Inglaterra, sua prima, de quem era amiga próxima; tanto a condessa de Lincoln quanto a rainha eram bisnetas de Isabel Woodville.
Quando criança ou possivelmente quando já era adulta, ela foi o tema de um poema escrito por Henry Howard, Conde de Surrey, o que levou a rumores de que ele era apaixonado pela jovem, contudo, é provável que ele tenha apenas composto o soneto "The Geraldine", no qual enfatizava a ascendência e beleza da nobre, para ajudá-la a arranjar um bom casamento.
Embora tenha nascido na Irlanda, Isabel foi criada na Inglaterra ao lado das princesas Isabel e Maria Tudor, antes e depois da rebelião da família FitzGerald contra o governo inglês na Irlanda. A própria Isabel conspirou, no futuro, ao lado do segundo marido e outros para colocar Joana Grey no trono, conforme a vontade de seu primo, o falecido rei Eduardo VI, o que resultou na execução de Joana. Apesar disso, ela e o segundo marido se reconciliaram com a católica Maria I quando ela ascendeu ao trono. 
A nobre manteve seu lugar na corte desde o começo do reinado da próxima monarca, Isabel I, e, embora tenha passado por um breve período de problemas, foi capaz de recuperar o favor da prima. Em 1569, ela agiu, em nome do cargo de Almirante do marido, para apreender um navio pirata.

## Família
Isabel foi a única filha nascida de Geraldo FitzGerald, 9.º Conde de Kildare, Lorde Deputy da Irlanda, e de sua segunda esposa, Isabel Grey.
Os seus avós paternos eram Geraldo FitzGerald, 8.º Conde de Kildare, também conhecido como "Garret, o Grande" ou "o Grande Conde", e Alison FitzEustace, sua primeira esposa. Os seus avós maternos eram Tomás Grey, 1.° Marquês de Dorset e Cecília Bonville, 7.ª Baronesa Harington, que também eram avós de Joana Grey, rainha dos nove dias, e de suas duas irmãs, Catarina e Maria, e, portanto, primas de Isabel. Tomás era filho da rainha Isabel Woodville esposa de Eduardo IV de Inglaterra, como fruto do seu primeiro casamento com João Grey. Sua avó materna, Cecília Bonville, era descendente direta dos reis Eduardo I, Eduardo III e Henrique III.
Isabel teve um irmão mais velho, Geraldo FitzGerald, 11.º Conde de Kildare, que viria a se casar com a enteada da irmã, Mabel Browne, e um irmão mais novo, Eduardo, tenente dos Gentlemen Pensioners, marido de Anne Leigh.
Por parte do primeiro casamento do pai com Isabel Zouche teve cinco meio-irmãos: Tomás FitzGerald, 10.º Conde de Kildare, conhecido como "Tomás Sedoso", que liderou uma revolta contra o rei Henrique VIII, e acabou sendo decapitado na Torre de Londres; Alice ou Ellis, esposa de Jaime Fleming, 9.° Senhor Slane; Catarina, cujo primeiro marido foi Jenico Preston, 3.° Visconde Gormanston, e o segundo foi Ricardo St. Lawrence, 6.º Barão Howth; Cecília, casada com Cahir Mac Art Boy Kavanagh, Barão de Ballyanne, e Maria, esposa de Brian O'Connor Faly.

## Biografia

### Infância e Rebelião da família
Isabel foi criada na corte do rei Henrique VIII como companheira da princesa Isabel Tudor, a futura rainha Isabel I. Ela chegou na Inglaterra com a sua mãe, Isabel Grey, e suas irmãs, Maria e Cecília, em outubro de 1533. Isabel Grey esperava usar suas conexões familiares para impedir que o seu marido fosse ordenado a deixar de servir como Lorde Deputy. Em 1534, o seu pai, o conde de Kildare, que foi aprisionado na Torre de Londres sob acusação de corrupção, morreu no dia 12 de dezembro. 
Em 1537, seu meio irmão, Tomás, o 10.º conde de Kildare, e cinco de seus tios da família FitzGerald foram executados em Tyburn por traição e rebelião. A família, empobrecida pelo confisco dos títulos e terras ancestrais, passaram a morar em Beaumonoir Hall, a residência do tio de Isabel, Leonardo Grey, que estava servindo como Lorde Deputy da Irlanda. 
Em 1538, a jovem Isabel foi enviada para a residência da princesa Maria Tudor, meia-irmã da princesa Isabel, na vila de Hunsdon, em Hertfordshire, a quem serviu como madrinha de honra. Já seus irmãos foram criados ao lado do príncipe Eduardo, o futuro rei Eduardo VI. 
Seu irmão mais velho, Geraldo, o 11.º conde de Kildare, tinha fugido para a Irlanda. No Condado de Donegal, Geraldo junto com sua tia, Leonor, esposa de Manus O'Donnell, ao lado de outros clãs irlandeses poderosos que tinham parentesco por casamento com os FitzGerald, formaram a Liga Geraldina, cujo objetivo era restaurar o condado de Kildare a Geraldo, além de expulsar os ingleses da Irlanda. Quando essa federação foi derrotada na Batalha de Belahoe, que ocorreu no Condado de Monaghan, em 1539, Geraldo se refugiou no continente europeu. Durante o reinado de Eduardo VI, Geraldo retornou à Inglaterra, sendo bem recebido na corte, e suas terras confiscadas lhe foram devolvidas.

### A Bela Geraldina
Em 1537, durante a rebelião de seus parentes, quando tinha cerca de 10 anos, Isabel foi imortalizada pelo poeta Henry Howard em seu soneto, "The Geraldine", passando a ser conhecida como a Bela Geraldina (the Fair Geraldine). Segundo rumores, o conde de Surrey teria sido cativado pela sua beleza infantil, e compôs o soneto quando estava preso por um curto período de tempo após ter batido num cortesão. O rumor de que os dois eram amantes não é verdadeiro, devido à tenra idade da nobre na época. A biógrafa de Henry Howard, Jessie Childs, sugere que o escritor compôs o poema com o propósito de melhorar as chances da garota de arranjar um bom casamento, ao elogiar não apenas a sua ascendência nobre, mas também sua beleza e virtudes.
O pai do poeta era Tomás Howard, 3.º Duque de Norfolk, tio das rainhas Ana Bolena e Catarina Howard, que foi amigo do pai de Isabel, o 9.º conde de Kildare.
Segundo outra história provavelmente falsa, o conde de Surrey, num torneio na Florença, na Itália, desafiou todo o mundo a mostrar uma beleza tal qual a dela, e que ele visitou o alquimista Heinrich Cornelius Agrippa von Nettesheim, quem lhe revelou, num espelho mágico, o objeto de seus afetos.
Na verdade, ela era uma nobre empobrecida que dependia da generosidade da Casa de Tudor. Outras fontes dão a data de novembro de 1541 para a escrita do poema, quando Isabel seria dama de companhia da quinta esposa de Henrique VIII, Catarina Howard, porém, não há evidências que sustentem essa teoria. Ela pode, contudo, ter estado presente na corte enquanto Catarina era rainha. 

### Primeiro casamento

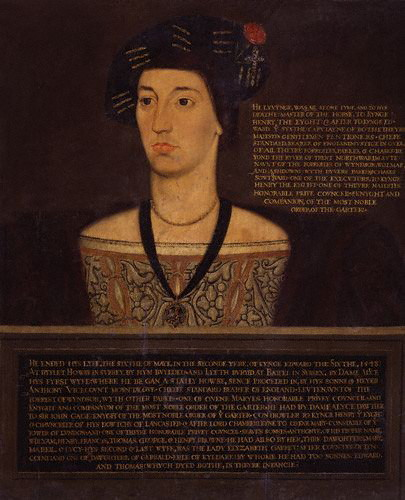
O primeiro marido de Isabel, Sir Antônio Browne, usando a insígnia Great George da Ordem da Jarreteira. Pintura por autor desconhecido.

Em 1543, quando ela tinha entre 15 a 16 anos, Isabel se casou com o seu primo, o viúvo Sir Antônio Browne, de cerca de 43 anos de idade. Ele era o Mestre dos Cavalos de Henrique VIII, e filho de Sir Anthony Browne e de Lucy Neville, filha de João Neville, 1.º Marquês de Montagu, irmão de Ricardo Neville, conde de Warwick, "o Criador de Reis" (a bisavó materna de Isabel, Catarina Neville, também era irmã do conde de Warwick). A cerimônia contou com a presença do rei Henrique VIII e de sua filha, Maria, e o sermão foi dado pelo bispo de Londres, Nicholas Ridley. Ela se tornou, portanto, a madrasta dos filhos de Antônio com Alice Gage, incluindo Antônio Browne, 1.º Visconde Montagu e Mabel Browne, que se casou com o irmão mais velho de Isabel, o conde Geraldo. Os Browne eram uma família católica ferrenha, e Antônio era um homem rico e influente.
Após a morte do rei em 1547, a influência da família FitzGerald era significativa na corte. Isabel Grey, mãe da Senhora Browne, teve um papel crucial em cumprir com o desejo do Lorde Protetor, Eduardo Seymour, 1.º Duque de Somerset, tio do novo rei, Eduardo VI, de remover o seu filho, Geraldo, do continente, e de suas associações perigosas, e que ele retornasse à Inglaterra, em 1549.
Com a morte do marido em 6 de maio de 1548, Isabel ficou viúva com apenas 20 ou 21 anos. O casal teve dois filhos, mas ambos morreram jovens. 
A viúva, conhecida como Senhora Browne, então, passou a fazer parte do agregado doméstico da rainha viúva Catarina Parr, em Chelsea Manor, onde Catarina vivia com a sua enteada, a então princesa Isabel, e seu novo marido, Tomás Seymour, 1.º Barão Seymour de Sudeley, irmão da antiga rainha Joana Seymour e do Lorde Protetor. Mais tarde, quando a princesa foi interrogada sobre seu relacionamento com o barão Seymour – que havia demonstrado comportamentos impróprios e indecentes em relação a princesa – o seu guardião, Sir Robert Tyrwhitt, lembrou-se que Isabel FitzGerald tinha se dado bem com a prima, e enviou-a para que ela espionasse a jovem. No entanto, a Senhora Browne não teve sucesso no seu papel, talvez de propósito, e no futuro se tornou amiga íntima de Isabel quando ela se tornou rainha.

### Segundo casamento

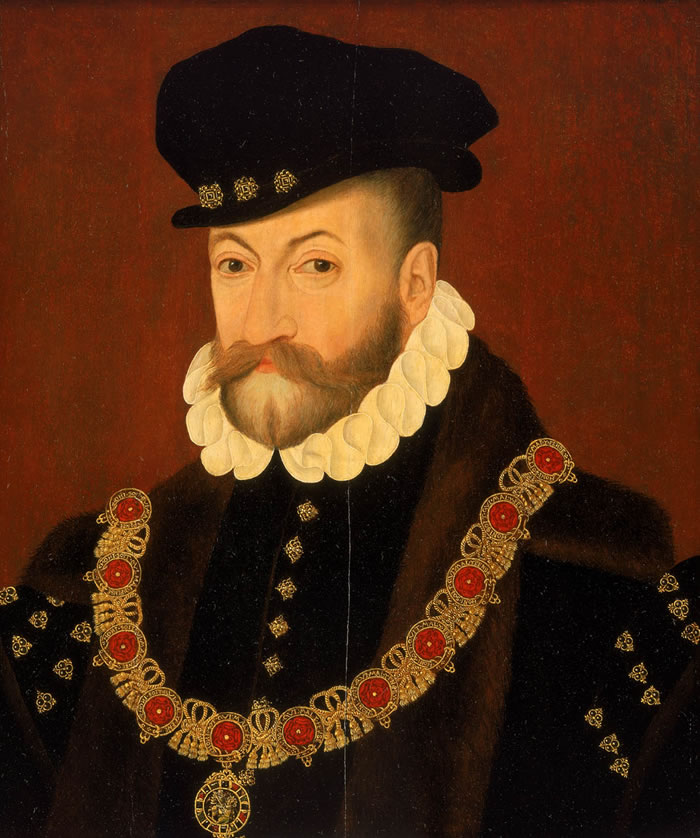
O segundo marido de Isabel, Eduardo Clinton, c. 1575, pintado por autor desconhecido.

Em 1 de outubro de 1552, Isabel se casou com o barão Eduardo Fiennes Clinton, Alto Lorde Almirante como sucessor de Tomás Seymour. Ele era filho de Tomás Clinton, 8.º Barão Clinton e de Joan Poynings. Eduardo tinha sido casado duas vezes antes, primeiro com Elizabeth Blount de quem foi o segundo marido, a outrora amante de Henrique VIII e mãe do único filho ilegítimo que ele reconheceu como seu, Henrique Fitzroy, Duque de Richmond e Somerset, e depois foi marido de Úrsula Stourton. Ele teve filhos de ambos os casamentos. 
O novo casal passou a morar em West Horsley Place, no condado de Surrey, onde residiram até a morte da condessa. A mansão de West Horsley inicialmente tinha pertencido a Henrique Courtenay, 1.º Marquês de Exeter (neto de Isabel Woodville e de Eduardo IV), que foi confiscada, junto a outras propriedades, pelo rei Henrique VIII. O marquês foi executado por ter se envolvido com pessoas católicas contrárias à Reforma Protestante, e por supostamente ter participado da Conspiração de Exeter. Em 1547, o rei concedeu a propriedade em West Horsley à Antônio Browne, e assim, após a sua morte, a casa passou para Isabel. 
Em 1553, Isabel e Eduardo estiveram envolvidos na conspiração para colocar prima dela, Joana Grey, no trono, após a morte de Eduardo VI, a quem ele favorecia como sua sucessora, no lugar da princesa Maria, que era a próxima na linha de sucessão. Joana também tinha sido um membro da residência de Catarina Parr, portanto, é possível que Isabel tenha desenvolvido um carinho pela jovem, o que pode tê-la levado a apoiar a reivindicação de Joana. Entretanto, Isabel acabou conseguindo recuperar a confiança da nova rainha, Maria I. Isabel talvez tenha feito parte do agregado doméstico da princesa Isabel em Hatfield House, de 1557 a 1558. Sabe-se que a Senhora Clinton proporcionou um lugar para que o conde de Feria, alguns dias antes da morte de Maria I, se encontrasse com a futura rainha, que se tinha sido enviado pelo rei Filipe II de Espanha, cunhado de Isabel.

### Vida na corte e Amizade com a rainha

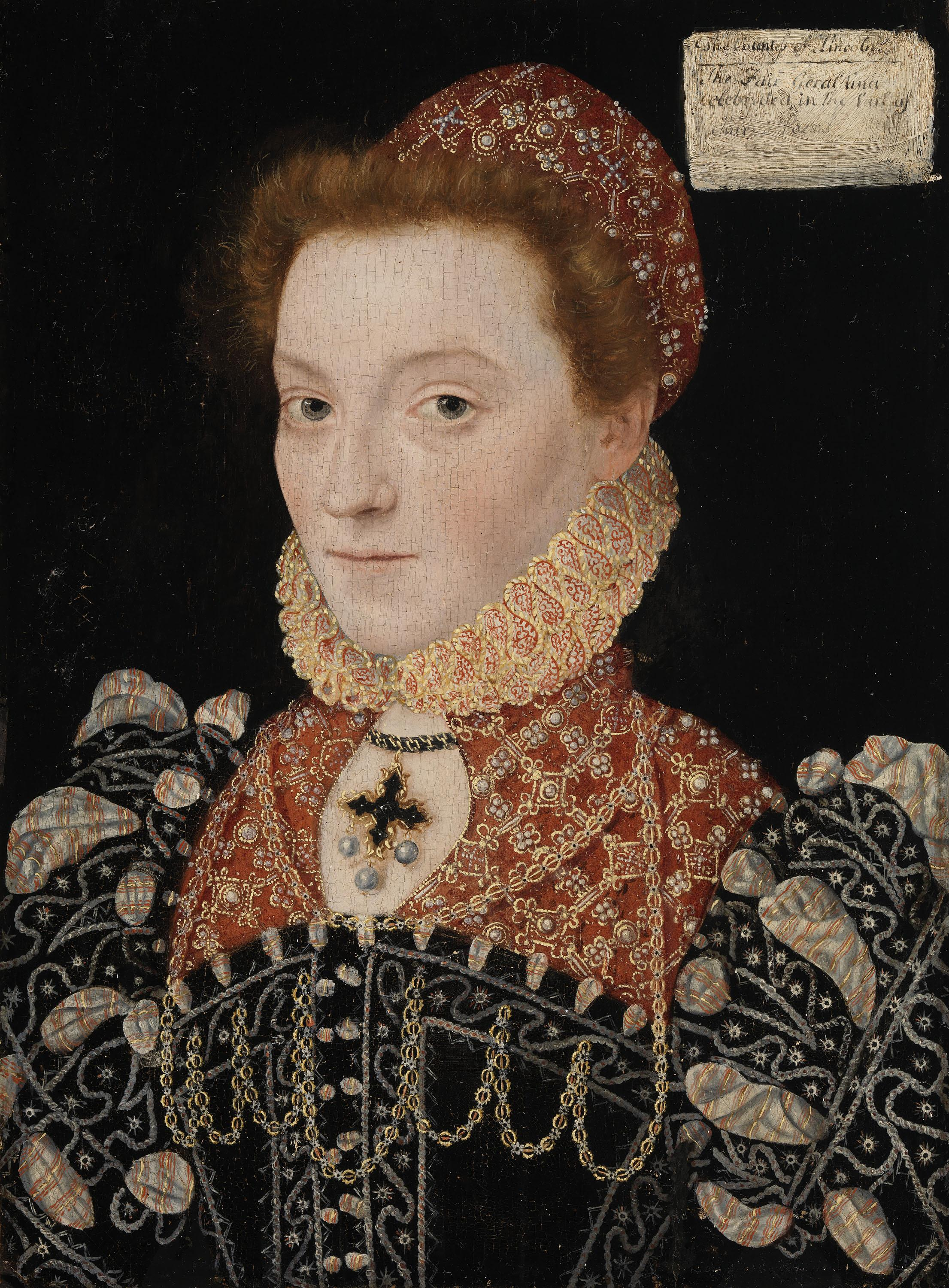
A condessa de Lincoln, c. 1575, pintada pelo Mestre da Condessa de Warwick; o quadro encontra-se na Galeria Nacional da Irlanda.

A Senhora Clinton participou da corte desde o início do reinado de Isabel I como uma de suas damas de companhia. Em 1561, ela estava entre as pessoas que tentaram advertir Catarina Grey, irmã de Joana Grey, a confessar à rainha que havia se casado secretamente com Eduardo Seymour, 1.º Conde de Hertford, antes que ela descobrisse por outra pessoa. Mais tarde naquele mesmo ano, a própria futura condessa se viu em maus lençóis com a monarca, sendo acusada de "fragilidade" e de "esquecer qual era o seu dever". Não é claro o motivo pelo qual ela foi acusada disso, mas, desde que as acusações foram feitas pelo Arcebispo Matthew Parker, que também declarou que ela deveria ser "punida em Bridewell" pela sua ofensa, o historiador David Starkey conclui que o Parker achava que ela era uma meretriz. Mas, no final da contas, ela conseguiu recuperar o favor da prima. 
Isabel deu uma miniatura com a sua própria imagem para Isabel Brooke, Marquesa de Northampton, esposa do irmão de Catarina Parr, Guilherme Parr, Marquês de Northampton, a qual reverteu para ela após a morte da marquesa, em 1565.
Em 1569, registros mostram que Isabel exerceu o direito do Lorde Almirante de confiscar um navio que tinha sido capturado ilegalmente por Martin Frobisher, motivo pelo qual ele foi preso por pirataria. A Senhora Clinton ficou com o navio e sua carga.
Com a sucessão do marido, que foi Conselheiro Privado de 1550 a 1553, ao título de conde em 1572, Isabel se tornou a nova condessa de Lincoln. Eduardo também serviu como Embaixador da França, no reinado de Isabel I.
Isabel e Eduardo não tiveram filhos juntos. O conde faleceu 16 de janeiro de 1684 ou 1685, e sua viúva foi a executora do testamento. Ela foi responsável por um monumento em tábua em homenagem ao marido construído na Capela de São Jorge, no Castelo de Windsor, que continha as efígies do casal.
A condessa viúva faleceu em março de 1589 ou 1590, em West Horsley Place ou ainda em Lincolnshire, e foi sepultada na Capela de São Jorge, no Castelo de Windsor, debaixo do monumento do marido.

## Na cultura popular
- Meredith Hanmer dedicou sua tradução de Ancient Ecclesiastical Histories (1577) de Eusébio de Cesareia a ela;
- Isabel é uma personagem no romance Green Darkness (1972) de Anya Seton;
- Isabel é uma personagem no romance The Autobiography of Henry VIII: With Notes by His Fool, Will Somers: A Novel de Margaret George;
- Isabel é o tema do romance The Irish Princess (2011) de Karen Harper;
- Isabel aparece como personagem na série de televisão The Tudors, na qual é interpretada pela atriz irlandesa Gemma-Leah Devereux.